# Fëdor Sologub
Fëdor Sologub (in russo Фёдор Сологуб?), pseudonimo di Fëdor Kuz'mič Teternikov (in russo Фёдор Кузьми́ч Тете́рников?; San Pietroburgo, 17 febbraio 1863 – Leningrado, 5 dicembre 1927), è stato uno scrittore, poeta e drammaturgo russo.